# Panicum miliaceum

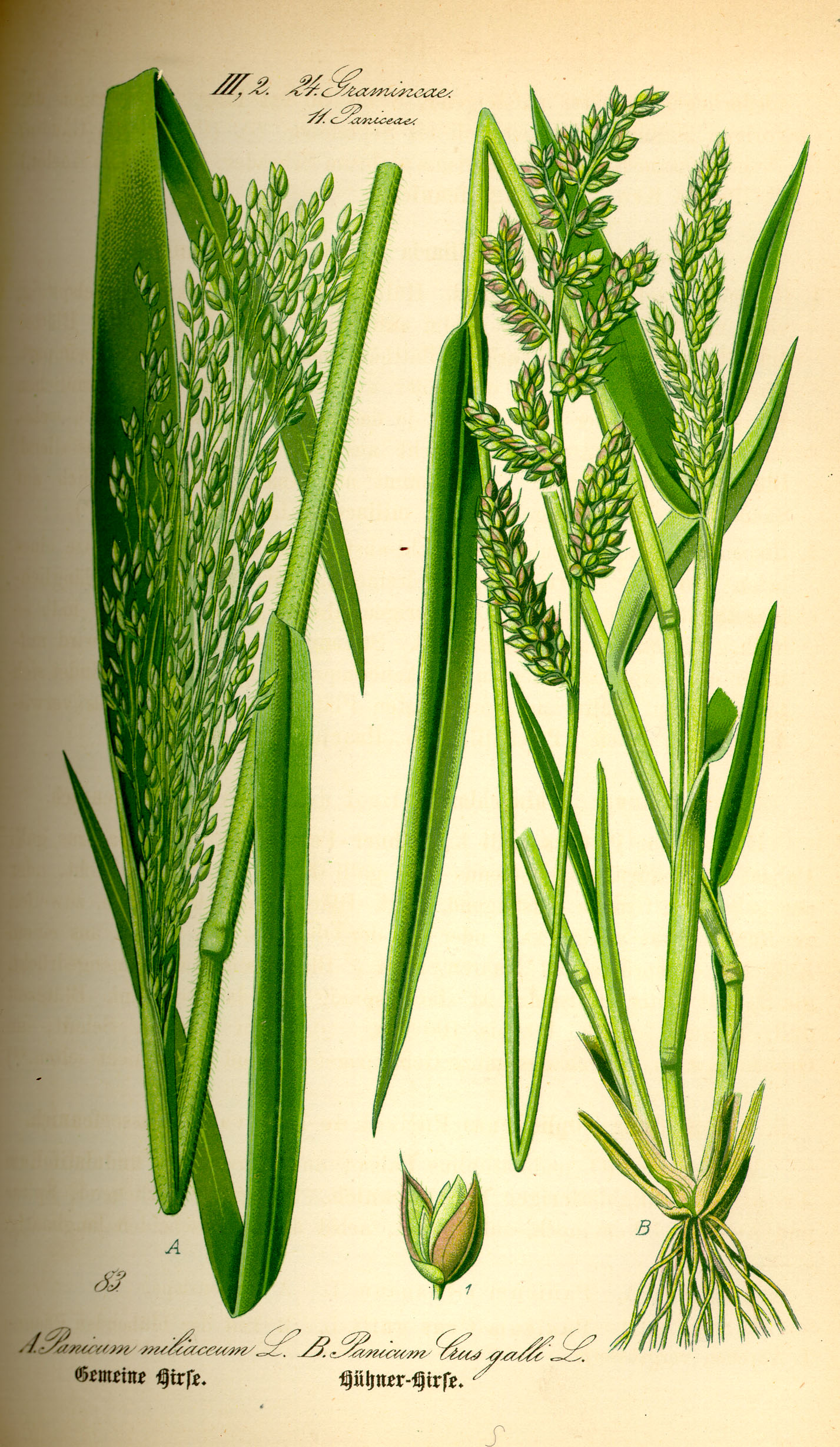
Tavola botanica

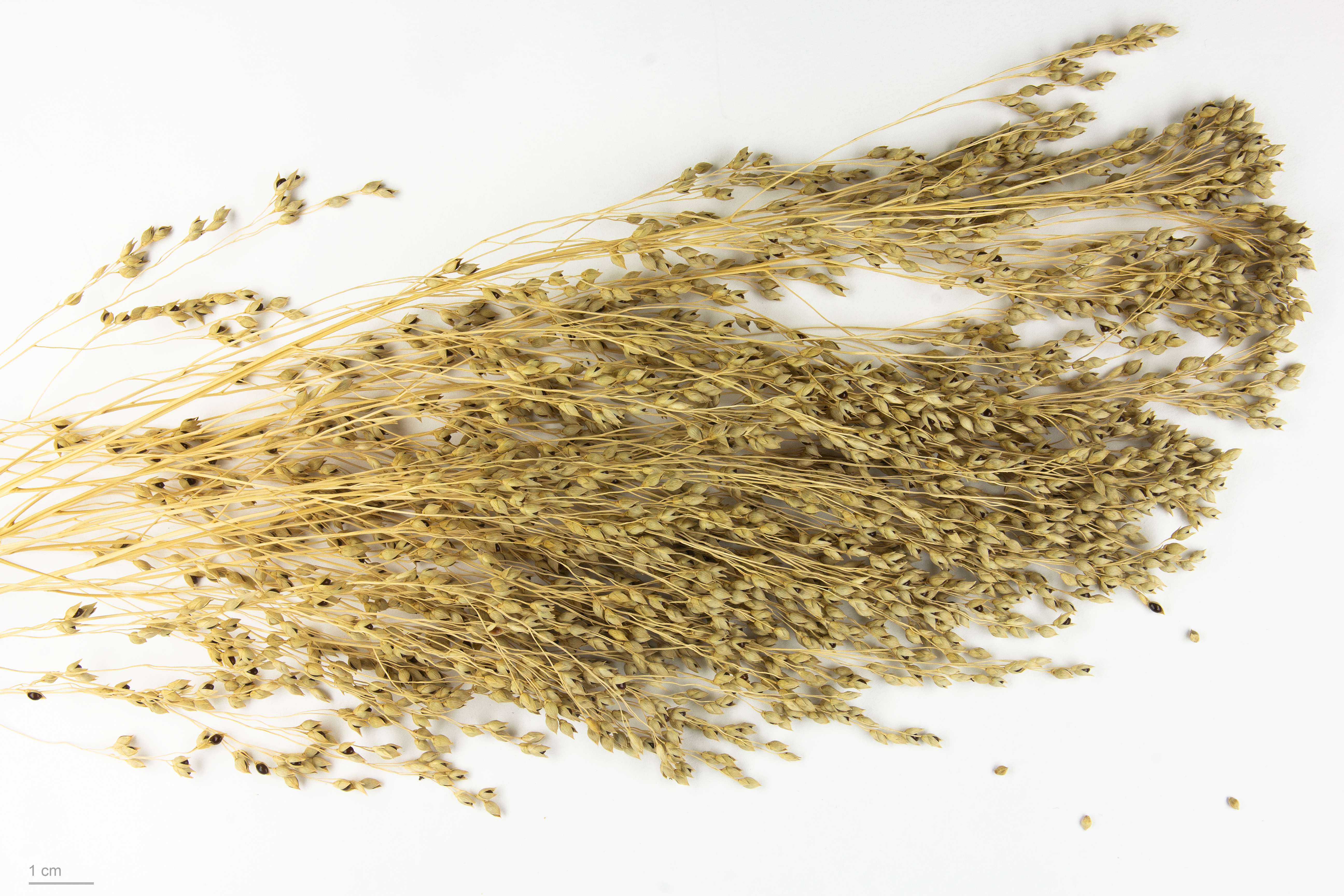
Panicum miliaceum

Il miglio (Panicum miliaceum L., 1753) è una pianta erbacea annuale appartenente alla famiglia delle Poacee (o Gramineae, nom. cons.).
Rientra nel raggruppamento dei cereali minori.

## Descrizione
La pianta ha un portamento cespitoso, con numerosi culmi lignificati alla base, robusti, di altezza variabile dai 50 cm ai 150 cm, talvolta ramificati in alto.
Le foglie sono lineari-lanceolate, guainanti, con lamina larga fino a 1 cm e pubescente su entrambe le pagine. La ligula è pelosa.
I fiori riuniti in infiorescenze a pannocchia terminali, lunghe 15–20 cm, spesso pendenti su un lato. Ogni pannocchia è composta da racemi di spighette. La spighetta, lunga circa 4 mm, è composta da due brevi glume di 1–2 mm e due fiori. Ciascun fiore è racchiuso da due glume superiori (lemma e palea), lunghe circa 3 mm, e comprende un androceo di tre stami e un gineceo con stimma bifido e piumoso.
Il frutto è una cariosside ellittica, lucida, di colore bianco oppure variabile dal grigio al bruno al nero. Il peso di 1000 cariossidi è di 5-7 grammi.

## Distribuzione e habitat
Coltivata fin dalla preistoria, è una specie cosmopolita la cui origine è alquanto incerta. Dalla regione di origine la specie si è diffusa in tutto il Vecchio Continente e successivamente negli altri continenti. Attualmente è ancora coltivato in diverse regioni dell'Asia e dell'Africa, mentre la coltivazione nei paesi occidentali è sporadica e marginale. Si trova naturalizzata sui terreni incolti.
È una specie termofila e xerofila. Particolarmente esigente per quanto riguarda le temperature, nelle regioni temperate vegeta con ciclo primaverile-estivo. Ha una spiccata resistenza alla siccità e non mostra particolari esigenze pedologiche, perciò si presta per la coltivazione in aree aride o semidesertiche e su suoli poveri.

## Storia
Secondo le varie ipotesi la specie sarebbe originaria del Medio Oriente oppure dell'Asia centrale oppure, quella più accreditata, dell'India. È accertato che la coltivazione del miglio risalga ad epoche preistoriche: in Italia è stato ritrovato in tombe del Neolitico.
Largamente utilizzato per l'alimentazione umana all'epoca dei Romani, raggiunse la massima diffusione nel primo Medioevo, durante il quale veniva considerato un ottimo sostituto della carne nei periodi di astinenza prescritti dalla Chiesa, successivamente iniziò un lento declino perché sostituito da altri cereali più produttivi.
Caratterizzato da una lunga conservabilità, è grazie a questo cereale stoccato nei magazzini cittadini che Venezia, assediata dai Genovesi nel 1378, si salvò dalla morte per fame.
Per secoli la polenta di miglio fu un piatto tipico dell'Italia settentrionale, in particolare in Veneto, Lombardia e Trentino.
Tre piante di miglio compaiono nello stemma comunale di Miagliano, un piccolo centro della provincia di Biella. Un mazzetto di miglio appare anche nello stemma del comune di Miglianico (da cui prende il nome) in provincia di Chieti.

## Importanza economica
Nei paesi industrializzati dell'Europa, dell'America, dell'Oceania, questa specie ha perso del tutto importanza e ha una diffusione marginale anche come cereale foraggero. L'unico impiego economico è come componente di mangimi e becchime per i piccoli uccelli, anche se negli ultimi anni sta tornando di moda come alimento in diete particolari.
È invece ampiamente coltivato in aree semidesertiche dell'Asia e dell'Africa, nonostante abbia una diffusione nettamente inferiore rispetto a sorgo (Sorghum vulgare) e riso (Oryza sativa). La coltivazione del miglio interessa l'Africa subsahariana, il Medio Oriente, l'Ucraina, la Russia, il Kazakistan e, soprattutto, l'India e la Cina.